# Nördtjärnen (Bjurholms socken, Västerbotten)
Nördtjärnen är en sjö  i den del av Bjurholms kommun som ligger i Västerbotten. Den ingår i Hörnåns huvudavrinningsområde. Sjön har en area på 0,186 kvadratkilometer och ligger 186 meter över havet.

## Delavrinningsområde
Nördtjärnen ingår i det delavrinningsområde (710262-167260) som SMHI kallar för Mynnar i Hörnån. Medelhöjden är 211 meter över havet och ytan är 21,3 kvadratkilometer. Det finns inga avrinningsområden uppströms utan avrinningsområdet är högsta punkten. Vattendraget som avvattnar avrinningsområdet har biflödesordning 2, vilket innebär att vattnet flödar genom totalt 2 vattendrag innan det når havet efter 59 kilometer. Avrinningsområdet består mestadels av skog (80 procent). Avrinningsområdet har 0,82 kvadratkilometer vattenytor vilket ger det en sjöprocent på 3,8 procent.